# Bruchomorpha duocantha
Bruchomorpha duocantha är en insektsart som beskrevs av Caldwell 1945. Bruchomorpha duocantha ingår i släktet Bruchomorpha och familjen Caliscelidae. Inga underarter finns listade i Catalogue of Life.